# Ikar. Legenda Mietka Kosza
Ikar. Legenda Mietka Kosza – polski dramat biograficzny z 2019 roku w reżyserii Macieja Pieprzycy. Polska premiera filmu miała miejsce 18 października 2019.

## Fabuła
Opowieść o życiu i karierze Mieczysława Kosza, wybitnie uzdolnionego ociemniałego pianisty, który pod koniec lat 60. XX w. stał się objawieniem na polskiej scenie jazzowej.

## Obsada
- Dawid Ogrodnik – Mieczysław Kosz
- Cyprian Grabowski – Mieczysław Kosz w dzieciństwie
- Piotr Adamczyk – pianista Bogdan Danowicz
- Mikołaj Chroboczek – kontrabasista Gutek
- Wiktoria Gorodeckaja – Marta
- Justyna Wasilewska – piosenkarka Zuza
- Michał Filipiak – kontrabasista Włodek
- Jowita Budnik – Agata Kosz, matka Mietka
- Jacek Koman – Stanisław Kosz, ojciec Mietka
- Dariusz Chojnacki – Zenek Kosz, brat Mietka
- Grzegorz Mielczarek – Marian Wolski, wiceprezes Polskiej Federacji Jazzowej
- Maja Komorowska – profesor Aniela, nauczycielka Mietka

## Nagrody
Film otrzymał 2 Orły na 22. Ceremonii Wręczenia Polskich Nagród Filmowych Orły w kategoriach: za najlepszą muzykę (Leszek Możdżer), najlepszy dźwięk (Maciej Pawłowski, Robert Czyżewicz). Film dostał dodatkowo 9 nienagrodzonych nominacji: Najlepszy film, Najlepsza główna rola męska (Dawid Ogrodnik), Najlepsza drugoplanowa rola kobieca (Jowita Budnik), Najlepsza reżyseria (Maciej Pieprzyca), Najlepszy scenariusz (Maciej Pieprzyca), Najlepszy montaż (Piotr Kmiecik), Najlepsza scenografia (Joanna Anastazja Wójcik), Najlepsze kostiumy (Agata Culak), Odkrycie roku – za najlepszą główną rolę męską (Cyprian Grabowski).
Film otrzymał Srebrne Lwy na 44. Festiwalu Polskich Filmów Fabularnych w Gdyni. Ponadto zdobył pięć nagród indywidualnych: za główną rolę męską (Dawid Ogrodnik), za najlepsze zdjęcia (Witold Płóciennik), najlepszą muzykę (Leszek Możdżer), najlepszą charakteryzację (Jolanta Dańda), najlepsze kostiumy (Agata Culak).